# 지지와정
지지와정(千々石町)은 나가사키현 시마바라반도에 있던 정으로 미나미타카키군에 속했다.
2005년 10월 11일에, 미즈호정·아즈마정·아이노정·구니미정·오바마정·미나미쿠시야마정과 신설 합병, 시로 승격해 운젠시가 되어 지지와정은 소멸하였다. 
현재 운젠시내의 지지와정 지역에 해당한다. 구 정사무소는 지지와 종합지소로 업무가 이루어지고 있다.

## 지리
시마바라 반도의 북서부에 위치한다. 삼면이 아즈마산을 비롯한 운젠산맥의 산으로 둘러싸여 있고, 서쪽은 다치바나만(橘湾)에 접해 있다. '센토이시'라는 지명의 유래는 고라이군 서북쪽에 히지하(比遅波)라는 절벽이 있어 근처에 있던 연못을 히지하(土歯)연못이라고 불렀다고 한다. 이 '히지하(ひじは)'가 변음되어 센토이시(千々石)라고 불리게 되었다고 한다

## 역사
- 1889년 4월 1일 - 정촌제 시행에 수반해 지지와촌이 성립하였다.
- 1928년 11월 1일 - 정으로 승격해 지지와정이 되었다.
- 2005년 10월 11일 - 미즈호정·아즈마정·아이노정·구니미정·오바마정·미나미쿠시야마정과 합병해, 운젠시가 되어 지지와정은 소멸하였다.

## 교통

### 도로
- 국도 389호선